# Грей, Катриона
Катриона Элиса Магнайон Грей (англ. Catriona Gray; род. 6 января 1994 года, Кэрнс) — филиппино-австралийская модель и певица. Мисс Вселенная 2018.
3-я вице-Мисс мира 2016. Мисс Мира Филиппины 2016 и Мисс Вселенная Филиппины 2018 годов.

## Биография
Катриона Элиза Магнейон Грей родилась 6 января 1994 года в Кэрнсе, штат Квинсленд, Австралия. Отец — шотландец Иан Грей, мать — филиппинка Нормита Рагас Магнайон.
Катриона училась в англиканской школе Тринити. Затем получила диплом магистра по теории музыки в онлайн-школе музыкального колледжа Беркли в Бостоне.
После окончания средней школы она переехала в Манилу, где работала в качестве модели.

## Карьера
В 1999 году выиграла конкурс красоты «Маленькая мисс Филиппины».
В 2016 году победила в конкурсе «Мисс мира Филиппины» и представляла страну на конкурсе «Мисс мира».
В 2018 году победила в конкурсе «Мисс Вселенная Филиппины», после чего представляла страну на конкурсе «Мисс Вселенная», где также одержала победу. В 2019 году она короновала новую «Мисс Вселенную» из Южной Африки — Зозибини Тунзи, которая обошла Мэдисон Андерсон из Пуэрто-Рико, занявшую второе место, и Софию Арагон из Мексики, занявшую третье место.
В ноябре 2018 года записала песню «We’re In This Together».

## Личная жизнь
У Грей был диагностирован сколиоз в возрасте двенадцати лет, но она не смогла получить лечение спинным бандажем для своего состояния. Она рассказала о своем опыте борьбы со сколиозом в видео, посвященном Национальному месяцу сколиоза в 2024 году. Грей является христианкой и была повторно крещена в 2024 году. Грей состояла в отношениях с филиппино-немецким актёром и моделью Клинтом Бондадом с 2012 года до тех пор, пока они не расстались в 2019 году. 23 мая 2020 года Грей рассказала о своих отношениях с филиппино-американским актёром Сэмом Милби. Грей объявила о помолвке с Милби 16 февраля 2023 года. Милби подтвердил их расставание и разорвал помолвку в феврале 2025 года
В августе 2024 года Грей потеряла паспорта и имущество семьи в результате ограбления во время отпуска в Лондоне.